# Tibetansk mastiff
Tibetansk mastiff (藏獒 zang-ao) er en meget stor hunderace (55-85 kg) af molossertypen. Den stammer fra bjergkæden Himalaya, hvor den igennem århundreder har været benyttet som vagt- og vogterhund af nomaderne i Tibet.
- Wikimedia Commons har flere filer relateret til Tibetansk mastiff

| Dyr | Spire Denne artikel om dyr er en spire som bør udbygges. Du er velkommen til at hjælpe Wikipedia ved at udvide den. |